# Armando Marques
Armando Marques (Rio de Janeiro, 1930. március 6. – Rio de Janeiro 2014. július 16.) brazil nemzetközi labdarúgó-játékvezető.

## Pályafutása

### Nemzeti játékvezetés
Játékvezetésből 1952-ben vizsgázott. 1960-ban lett az I. Liga játékvezetője. Nem csak Brazília, hanem Dél-Amerika legnépszerűbb hivatásos játékvezetője, minden mérkőzésen 3 síppal és 3 stopperrel jelent meg. Pályafutása során több mint 1400 mérkőzésen közreműködött. Nevezetes rekordja, hogy bajnoki mérkőzésen öt alkalommal állította ki Pelét, a futballkirályt. A küldési gyakorlat szerint rendszeres partbírói tevékenységet is végzett. A nemzeti játékvezetéstől 1980-ban vonult vissza. Első ligás mérkőzéseinek száma: 215.

### Nemzetközi játékvezetés
A Brazil labdarúgó-szövetség Játékvezető Bizottsága (JB) terjesztette fel nemzetközi játékvezetőnek, a Nemzetközi Labdarúgó-szövetség (FIFA) 1964-től tartotta nyilván bírói keretében. A FIFA JB központi nyelvei közül a spanyolt, azangolt és a franciát beszélte. Több nemzetek közötti válogatott és klubmérkőzést vezetett, vagy működő társának partbíróként segített. Az 1966-os világbajnokság előtt a brazil csapat európai túráján a dél-amerikai csapat mérkőzéseit vezette. A brazil nemzetközi játékvezetők rangsorában, a világbajnokság sorrendjében többedmagával a 6. helyet foglalja el 2 találkozó szolgálatával. Európai labdarúgó-válogatottaknak vezetett mérkőzés: 14. Az aktív nemzetközi játékvezetéstől 1978-ban búcsúzott. Nemzetközi mérkőzéseinek száma: 109.
Nyugat-Németországan az olimpiai stadion megnyitása alkalmából rendezett mérkőzési irányította. 
| Időpont         | Helyszín                  | Mérkőzés típusa | Mérkőzés         | Eredmény | Nézők száma |
| --------------- | ------------------------- | --------------- | ---------------- | -------- | ----------- |
| 1972. május 26. | Olimpiai Stadion, München | stadion avató   | NSZK–Szovjetunió | 4 – 1    | 77 000      |

#### Labdarúgó-világbajnokság
A világbajnoki döntőhöz vezető úton Angliába a VIII., az 1966-os labdarúgó-világbajnokságra és Nyugat-Németországba a X., az 1974-es labdarúgó-világbajnokságra a FIFA JB bíróként alkalmazta.  A FIFA JB elvárása szerint, ha nem vezetett, akkor partbíróként tevékenykedett. 1966-ban egy csoportmérkőzésen tevékenykedett. 1974-ben két csoportmérkőzésen és a második körben szolgált partbíróként. Két esetben egyes számú besorolást kapott, játékvezetői sérülés esetén továbbvezethette volna a találkozót. Világbajnokságon vezetett mérkőzéseinek száma: 2 + 4 (partjelzés).

##### 1966-os labdarúgó-világbajnokság

###### Selejtező mérkőzés
| Időpont         | Helyszín                   | Mérkőzés típusa          | Mérkőzés     | Eredmény | Nézők száma |
| --------------- | -------------------------- | ------------------------ | ------------ | -------- | ----------- |
| 1965 június 13. | Városi Stadion, Montevideo | 1. csoport (2. mérkőzés) | Uruguay–Peru | 2 – 1    |             |

###### Világbajnoki mérkőzés
| Időpont          | Helyszín                       | Mérkőzés típusa              | Mérkőzés                         | Eredmény | Nézők száma |
| ---------------- | ------------------------------ | ---------------------------- | -------------------------------- | -------- | ----------- |
| 1966. július 20. | Villa Park Stadion, Birmingham | csoportmérkőzés (B. csoport) | Nyugat-Németország–Spanyolország | 2 – 1    | 51 000      |

##### 1970-es labdarúgó-világbajnokság

###### Selejtező mérkőzés
| Időpont             | Helyszín                   | Mérkőzés típusa          | Mérkőzés      | Eredmény |
| ------------------- | -------------------------- | ------------------------ | ------------- | -------- |
| 1969. augusztus 10. | Városi Stadion, Montevideo | 3. csoport (2. mérkőzés) | Uruguay–Chile | 2 – 0    |

##### 1974-es labdarúgó-világbajnokság

###### Selejtező mérkőzés
| Időpont              | Helyszín                                | Mérkőzés típusa          | Mérkőzés          | Eredmény | Nézők száma |
| -------------------- | --------------------------------------- | ------------------------ | ----------------- | -------- | ----------- |
| 1973. április 29.    | Nemzeti Stadion, Lima                   | 3. csoport (1. mérkőzés) | Peru–Chile        | 2 – 0    |             |
| 1973. szeptember 26. | Vlagyimir Iljics Lenin Stadion, Moszkva | helyosztó rájátszás      | Szovjetunió–Chile | 0 – 0    | 48 891      |

###### Világbajnoki mérkőzés
| Időpont          | Helyszín                  | Mérkőzés típusa                 | Mérkőzés                       | Eredmény | Nézők száma |
| ---------------- | ------------------------- | ------------------------------- | ------------------------------ | -------- | ----------- |
| 1974. június 26. | Rhein Stadion, Düsseldorf | második csoportkör (B. csoport) | Jugoszlávia–Nyugat-Németország | 0 – 2    | 66 085      |

##### 1978-as labdarúgó-világbajnokság

###### Selejtező mérkőzés
| Időpont           | Helyszín                   | Mérkőzés típusa          | Mérkőzés          | Eredmény |
| ----------------- | -------------------------- | ------------------------ | ----------------- | -------- |
| 1977. március 17. | Városi Stadion, Montevideo | 2. csoport (2. mérkőzés) | Uruguay–Venezuela | 2 – 0    |

#### Copa América
Nem volt házigazdája a 30., az 1975-ös Copa América labdarúgó tornának, ahol a CONMEBOL JB bíróként foglalkoztatta.

##### 1975-ös Copa América

###### Copa América mérkőzés
| Időpont             | Helyszín                               | Mérkőzés típusa              | Mérkőzés         | Eredmény | Nézők száma |
| ------------------- | -------------------------------------- | ---------------------------- | ---------------- | -------- | ----------- |
| 1975. augusztus 10. | Defensores del Chaco Stadion, Asunción | csoportmérkőzés (C. csoport) | Paraguay–Ecuador | 3 – 1    | 10 000      |

#### Olimpiai játékok
Nyugat-Németország rendezte a XX., az 1972. évi nyári olimpiai játékok olimpiai labdarúgó torna döntő mérkőzéseinek, ahol a FIFA JB bírói szolgálattal bízta meg.

##### 1972. évi nyári olimpiai játékok
| Időpont              | Helyszín                  | Mérkőzés típusa               | Mérkőzés                                    | Eredmény | Nézők száma |
| -------------------- | ------------------------- | ----------------------------- | ------------------------------------------- | -------- | ----------- |
| 1972. augusztus 27.  | Olimpiai Stadion, München | csoportmérkőzés (A. csoport)  | Nyugat-Németország–Malájzia                 | 3 – 0    | 60 000      |
| 1972. szeptember 3.  | Városi Stadion, Passau    | egyik középdöntő (1. csoport) | Magyarország–NDK                            | 2 – 0    | 8500        |
| 1972. szeptember 10. | Olimpiai stadion, München | bronzmérkőzés                 | Szovjetunió –Német Demokratikus Köztársaság | 2 – 2    | 80 000      |

#### Nemzetközi kupamérkőzések
Vezetett kupadöntők száma: 2.

##### Interkontinentális kupa
| Időpont             | Helyszín                            | Mérkőzés típusa     | Mérkőzés                                             | Eredmény | Nézők száma |
| ------------------- | ----------------------------------- | ------------------- | ---------------------------------------------------- | -------- | ----------- |
| 1964. szeptember 9. | La Doble Visera Stadion, Avellaneda | döntő első mérkőzés | CA Independiente (argentin)–FC Internazionale Milano | 1 – 0    | 65 000      |

##### Copa Libertadores
| Időpont         | Helyszín              | Mérkőzés típusa     | Mérkőzés                                   | Eredmény | Nézők száma |
| --------------- | --------------------- | ------------------- | ------------------------------------------ | -------- | ----------- |
| 1972. május 17. | Nemzeti Stadion, Lima | döntő első mérkőzés | Universitario de Deportes–CA Independiente | 0 – 0    | 45 000      |

## Sportvezetői pályafutása
1997-től 2005-ig a Brazil Labdarúgó Szövetség Játékvezető Bizottságának (JB) elnöke. 2005-ben a dél-amerikai országban kirobbant fogadási botrány miatt távozott posztjáról, az ügyben több bíró is érintett. Hazája [Brazilian Football Confederation (CBF)] képviseletében 1997-től 2010-ig a CONMEBOL egyik tagja.

## Szakmai sikerek
1985-ben a nemzetközi játékvezetés hírnevének erősítése, hazájában 10 éve a legmagasabb Ligában (osztályban) folyamatosan tevékenykedő, eredményes pályafutása elismeréseként, a FIFA JB felterjesztésére az 1965-ben alapított International Referee Special Award címmel és oklevéllel tüntette ki.